# V.E. Schwab
Victoria Elizabeth Schwab, beter bekend als V.E. Schwab (Californië, 7 juli 1987) is een Amerikaanse schrijfster. Zij is vooral bekend van de roman Vicious (2013), de Shades of Magic-serie en The Invisible Life of Addie LaRue, waarvan de Nederlandse vertaling Het onzichtbare leven van Addie LaRue werd genomineerd voor Beste Boek voor Jongeren 2022. Ze publiceert kinder- en jeugdboeken onder de naam Victoria Schwab. 

## Biografie
Schwab werd geboren in Californië en groeide op in Nashville, Tennessee. Zij volgde onderwijs aan de Harpeth Hall School, een voorbereidend meisjesschool. In 2009 behaalde zij een Bachelor of Fine Arts aan de Washington University in Saint-Louis. Aanvankelijk wilde zij astrofysica studeren, maar bedacht zich na het volgen van kunst- en literatuurvakken. Tijdens haar tweede studiejaar voltooide zij haar eerste (onuitgegeven) roman.

### Carrière
Haar debuutroman The Near Witch werd nog vóór haar afstuderen verkocht aan Disney. Het boek werd in 2011 gepubliceerd.
The Guardian omschreef haar roman Vicious als “een briljante verkenning van de superheldenmythologie en een meeslepende wraakthriller.” Ook kreeg het boek een sterrecensie van Publishers Weekly, dat het tevens uitriep tot een van de beste Sci-Fi/Fantasy/Horror-boeken van 2013. De Reference and User Services Association (RUSA, onderdeel van de American Library Association) nam het op als beste fantasy boek in hun leeslijst van 2014. In 2013 werden de filmrechten van Vicious aangekocht door Story Mining & Supply Co in samenwerking met Scott Free Productions van Ridley Scott.
In 2014 tekende Schwab een contract voor twee boeken bij Tor Books, waaronder A Darker Shade of Magic en het vervolg daarop. A Darker Shade of Magic verscheen in februari 2015 en kreeg eveneens een sterrecensie van Publishers Weekly. In 2017 volgde een nieuwe overeenkomst met Tor voor onder meer Vengeful (het vervolg op Vicious), een trilogie getiteld Threads of Power (gesitueerd in het universum van de Shades of Magic-serie) en een nieuwe roman onder de werktitel Black Tabs.
In mei 2018 gaf Schwab de zesde jaarlijkse Tolkien Lecture aan Pembroke College in Oxford. In 2020 trad zij toe tot het panel van de podcast Writing Excuses, waar zij onderwerpen als boekthema’s en schrijfprocessen besprak.
The Invisible Life of Addie LaRue werd uitgegeven door Tor Books op 6 oktober 2020. Het boek werd positief ontvangen en genomineerd voor de Locus Award voor Beste Fantasyroman.
Haar kortverhaal First Kill werd gepubliceerd in de anthologie Vampires Never Get Old: Tales With Fresh Bite (2020). Op 15 oktober 2020 gaf Netflix een seriebestelling voor een verfilming. Schwab trad op als bedenker, uitvoerend producent en schrijver van meerdere afleveringen. Het eerste seizoen van de serie ging in première op 10 juni 2022.
Schwab is tevens de bedenker van de bovennatuurlijke tienerserie First Kill, gebaseerd op haar gelijknamige kortverhaal dat oorspronkelijk verscheen in de anthologie Vampires Never Get Old: Tales With Fresh Bite (2020).
Sinds 2023 is Schwab host van de podcast No Write Way with V.E. Schwab, waarin zij schrijfgesprekken voert met collega-auteurs.

## Prijzen
- 2018 Winnaar Goodreads Choice Awards - Best Science Fiction voor Vengeful[21]
- 2022 Winnaar Goodreads Choice Awards - Best Young Adult Fantasy & Science Fiction voor Gallant[22]

### Als Victoria Schwab

#### The Dark Vaultserie
- The Archived (2013)
- The Unbound (2014)
- Leave the Window Open (2015) (kortverhaal)

#### Everyday Angelserie
- New Beginnings (2014)
- Second Chances (2014)
- Last Wishes (2014)

#### Monsters of Verityserie
- This Savage Song (2016)
- Our Dark Duet (2017)

#### Cassidy Blakeserie
- City of Ghosts (2018), in het Nederlands vertaald als: Cassidy Blake 1 - Stad vol geesten
- Tunnel of Bones (2019), in het Nederlands vertaald als: Cassidy Blake 2 - Tunnel van botten
- Bridge of Souls (2021), in het Nederlands vertaald als: Cassidy Blake 3 - Brug der zielen

#### Afzonderlijk werk
- Spirit Animals: Fall of the Beasts - Broken Ground (2015) (Deel 2 van een serie door verschillende auteurs)
- Because You Love to Hate Me: 13 Tales of Villainy (2017) (bijdragend schrijver)
- (Don't) Call Me Crazy (2018) (bijdragend schrijver)

### Als V.E. Schwab

#### VillainsSerie
- Warm Up (2013) (kortverhaal)
- Vicious (2013)
- Vengeful (2018)

#### Villains Graphic Novel
- ExtraOrdinary (2021)

#### Shades of Magicserie
- A Darker Shade of Magic (2015), in het Nederlands vertaald als: Schemering 1 - De kleuren van magie
- A Gathering of Shadows (2016), in het Nederlands vertaald als: Schemering 2 - De kleuren van schaduw
- A Conjuring of Light (2017), in het Nederlands vertaald als: Schemering 3 - De kleuren van licht

#### Threads of PowerSerie (afgeleid van Shades of Magic)
- The Fragile Threads of Power (2023), in het Nederlands vertaald als: Schemering 4 - De breekbare draden van magie

#### Shades of Magic Graphic Novelserie
- Shades of Magic Vol. 1: The Steel Prince (2019)
- Shades of Magic Vol. 2: Night of Knives (2019)
- Shades of Magic Vol. 3: The Rebel Army (2020)

#### The Near Witchserie
- The Ash-Born Boy (2012) (novelle)
- The Near Witch (2011) (herdrukt in 2019 als V. E. Schwab), in het Nederlands vertaald als: De heks van Near

#### Afzonderlijk werk
- First Kill, een kort verhaal in de bundel Vampires Never Get Old: Tales With Fresh Bite (2020)
- The Invisible Life of Addie LaRue (2020), in het Nederlands vertaald als: Het onzichtbare leven van Addie LaRue
- Gallant (2022), in het Nederlands vertaald onder dezelfde titel
- Bury Our Bones in the Midnight Soil (2025), in het Nederlands vertaald als: Begraaf mijn botten in de nachtelijke grond

- Bibsys: 1533887389875
- Bibliothèque nationale de France: cb17134600j (data)
- Catàleg d'autoritats de noms i títols de Catalunya: 981058613202006706
- Gemeinsame Normdatei: 1090280114
- International Standard Name Identifier: 0000 0000 9286 7824
- Library of Congress Control Number: n2010069245
- Nationale Bibliotheek van Letland: 000300252
- Nationale Bibliotheek van Tsjechië: xx0183395
- Nationale Bibliotheek van Israël: 987007405739805171
- Nationale Bibliotheek van Polen: a0000003571116
- Nederlandse Thesaurus van Auteursnamen: 412013614
- Système universitaire de documentation: 188149325
- Virtual International Authority File: 2148874444349621260